# The Cure (노래)
《The Cure》는 미국의 가수이자 작곡가인 레이디 가가의 노래이다.  가가와 그녀의 팀이 2018년 개봉한 리메이크 영화 《스타 이즈 본》을 촬영하기 이전에 음악을 작업하던 로스앤젤레스와 캘리포니아에서 작업된 이 곡은 전 세계에서 벌어지고 있는 잔혹한 행위들에 대한 대응으로, 함께 작업한 아티스트들 사이의 긍정적인 분위기 속에서 만들어졌다. 핑거 스냅과 일렉트로닉 팝 비트로 구성되어 있으며, 가사적인 측면에서 곡은 가수 스스로를 '치유'를 주는 사람으로 묘사하며 치유의 힘을 가진 사랑을 다루고 있다.
이 곡은 그녀가 메인 헤드라이너였던 코첼라 밸리 뮤직 앤드 아츠 페스티벌에서 최초로 공연된 이후 인터스코프 레코드에 의해 2017년 6월 16일 앨범에 수록되지 않은 싱글로 발매되었다. 가가는 이후 이 곡을 Joanne World Tour의 세트레스트에 포함시켰다.